# 〜パンツを見せること、それが……〜 大宇宙の誇り
『～パンツを見せること、それが......～大宇宙の誇り』（〜パンツをみせること、それが......だいうちゅうのほこり）はWHEELから2009年6月25日に発売された日本のアダルトゲーム（お姫様おしかけADV）である。
本作に登場するアークアデア皇国では、パンツが神聖な衣服として扱われているという設定であり、登場人物の内、同国の皇女4姉妹は皇族の証であるパンツを見せることに恥じらいがない。同様の理由から、皇族以外の人物はパンツを履いていない。
原画は憂姫はぐれ、シナリオは反転星。背景は株式会社キューンブランド。BGMは流歌、ムービーは神月社。
ウェブ体験版が公開されている。

## ストーリー
主人公のマモルは子供のころ、学校で落下してきた隕石にぶつかるも、怪我1つ無く無事だったため、「奇跡の隕石男」と呼ばれている。
時は過ぎ、事件の記憶も人々から忘れかけられていた7年後の初夏にストーリーは始まる。マモルの前に美少女が現れ、その子に手を引かれ、パンツを露出した女の子たちのいる宇宙船の中につれていかれたのち、聖玉というものを出すように言われる。彼女らは宇宙の彼方にあるアークアデア星のアークアデア帝国の皇女たちで、聖玉をとるためにやってきたという。さらに、彼女らがパンツを露出しているのは、皇族の証であり、大宇宙の誇りなのである。
しかし、聖玉とは子供のころに激突した隕石のことで、それを取り出すためには性的なことをしなくてはならないことが発覚する。そうして、皇女たちの聖玉争奪戦が始まる。
さらにそこへ、聖玉を狙う勢力が地球に来る。

## 登場人物
マモル
本作の主人公。
フローラ・ド・アークアデア（フローラ）
CV:　小松あかね
アークアデア第一皇女。マイペース。胸がコンプレックス。
マリア
ミリア
アークアデア第三皇女。
エレナ
アークアデア第四皇女。
リレット
アークアデアの皇族付きの侍女。
レイン
シルバー
志郎
プピ

## 評価
ライターの松田ゆのじは、設定こそ突飛ではあるものの、あかべぇそふと系ブランドのゲームだけあって出オチに終わらず安定して面白いと評価している。